# Benito Romagnoli
Benito Romagnoli, né le 8 novembre 1932 à Vigarano Mainarda (Émilie-Romagne), est un coureur cycliste italien, professionnel de 1956 à 1959.

## Palmarès
- 1954
  - Coppa Arturo Lepori
- 1957
  - Trofeo Fenaroli
  - Circuit Cotignola
- 1958
  - 3e du Circuit Cotignola

## Résultats sur les grands tours

### Tour d'Italie
2 participations
- 1957 : 43e
- 1958 : abandon

### Tour d'Espagne
1 participation
- 1958 : abandon (16e étape)